# 誘導適合

誘導適合理論による酵素と基質の相互作用

誘導適合（ゆうどうてきごう、英: induced-fit）説は、タンパク質–リガンド複合体（例えば酵素触媒反応における酵素–基質複合体）の形成を説明する。
1958年にダニエル・E・コシュランドによって唱えられた。この説は、鍵と鍵穴説の拡張であり、タンパク質（例えば酵素）とリガンド（あるいは基質）をもはや静的な存在とは見なさない。両者は極めて近くで相互作用し、それに応じてコンホメーション（配座）を変化させ、その結果タンパク質–リガンド複合体が形成される。
しかしながら、全てのリガンド–受容体複合体にこの誘導適合モデルが適応されるわけではない。両者のコンホメーションには限界があることが多く、特異性や親和性に関して代償を払わなければならなくなる。
複合体形成を説明する仮説としては他に、「配座選択」（conformational selection）モデルがある。